# ФК Хајдук Вишњићево
ФК Хајдук Вишњићево је фудбалски клуб из Вишњићева, Општина Шид. Тренутно се такмичи у ПФЛ Сремска Митровица, петом такмичарском нивоу српског фудбала.

## Историја
ФК Хајдук из Вишњићева основан је 1925. године. Клуб се такмичио у Војвођанској лиги, где је спонзор била Војводина шуме. После раскида уговора о спонзорству клуб је испао у нижи ранг, Сремску лигу, у којој се такмичио дужи низ година и самостално одржавао од тога што су сами играчи донирали паре за клуб.
2007. године испао је из Сремске лиге и такмичио се у Општинској лиги Шид (ОФЛ Шид), где је већ наредне године завршио као првопласирани на табели без пораза  и повратио статус Сремсколигаша (ПФЛ Сремска Митровица), где се тренутно такмичи.

## Тренутни састав
Од 7. јануара 2012.
| Бр. |        | Позиција | Играч              |
| --- | ------ | -------- | ------------------ |
| 1   | Србија | Г        | Зоран Томашевић    |
| 2   | Србија | Г        | Мирослав Јовановић |
| 3   | Србија | О        | Небојша Марковић   |
| 4   | Србија | О        | Александар Павић   |
| 5   | Србија | О        | Ненад Бакајлић     |
| 6   | Србија | О        | Срђан Шапрић       |
| 7   | Србија | О        | Владимир Јовановић |
| 8   | Србија | О        | Војислав Јанковић  |
| 9   | Србија | О        | Владислав Јанковић |

| Бр. |        | Позиција | Играч               |
| --- | ------ | -------- | ------------------- |
| 10  | Србија | О        | Немања Становуковић |
| 6   | Србија | С        | Владимир Ветеха     |
| 7   | Србија | С        | Младен Младеновић   |
| 8   | Србија | С        | Зоран Грујичић      |
| 9   | Србија | С        | Милош Зарић         |
| 10  | Србија | С        | Борислав Станишић   |
| 12  | Србија | Н        | Дејан Стевановић    |
| 13  | Србија | Н        | Зоран Ракић         |